# Oxyanthus pulcher
Oxyanthus pulcher är en måreväxtart som beskrevs av Karl Moritz Schumann. Oxyanthus pulcher ingår i släktet Oxyanthus och familjen måreväxter.
Artens utbredningsområde är Kamerun. Inga underarter finns listade i Catalogue of Life.